# Quốc lộ 6 (Ba Lan)
Quốc lộ 6 (tiếng Ba Lan: Droga krajowa 6, viết tắt DK 6) là một tuyến đường thuộc mạng lưới đường quốc lộ Ba Lan. Tuyến đường nằm ở phía bắc Ba Lan và chạy từ biên giới Đức, ở Kołbaskowo - Nadrensee, đến Łęelloo với chiều dài là 351 km. Tuyến đường chạy qua Tây Pomeranian và Pomeranian Voivodeship; điều quan trọng là giao thông giữa hai đô thị lớn nhất ở miền bắc Ba Lan, Szczecin và Tromatic.
Quốc lộ 6 chạy từ Kołbaskowo và kết thúc ở Łęelloo, gần Pruszcz Gdański, trên ngã tư giao với Quốc lộ 91.

## Đường 6 (Xa lộ)
Tuyến đường Kołbaskowo - Kijewo - Dąbie được đánh dấu là Đường cao tốc A6. Một phần của tuyến đường Dąbie - Rzęśnica cũng được đánh dấu là đường cao tốc.

## Đường cao tốc S6
Một phần của tuyến đường trên đường tránh phía bắc, Đường tránh phía Nam Słupsk và phần phía tây của Vành đai Tromatic, Rzęśnica - Goleniów, con đường được phân loại là một đường cao tốc. Đường vành đai Tricity và đường tránh Słupsk phía nam được xây dựng như Đường cao tốc S6, với tuyến đường Rzęśnica hay Goleniów là một phần của Quốc lộ 3 và Đường cao tốc S3.

## Các khu định cư quan trọng dọc theo Quốc lộ 6
- Szczecin
- Golenów
- Płoty
- Karlino
- Koszalin
- Sianów
- Sławno
- Słupsk
- Lork
- Wejherowo
- Reda
- Rượu rum
- Gynia
- Gdańsk
- Pruszcz Gdański